# Esquema suave
En geometría algebraica, un esquema suave sobre un cuerpo es un esquema que es bien aproximado por un espacio afín cerca de cualquier punto. La suavidad es una forma de precisar la noción de un esquema sin puntos singulares. Un caso especial es la noción de una variedad suave sobre un cuerpo. Los esquemas suaves desempeñan un papel en la geometría algebraica de variedades en topología.

## Definición
Primero, sea X un esquema afín de tipo finito sobre un cuerpo k. De manera equivalente, X tiene una inmersión cerrada en el espacio afín An sobre k para algún número natural n. Entonces X es el subesquema cerrado definido por algunas ecuaciones g1 = 0, ..., gr = 0, donde cada gi está en el anillo polinómico  k[x1,..., xn]. El esquema afín X es suave de dimensión m sobre k si X tiene dimensión al menos m en una vecindad de cada punto, y la matriz de derivadas (∂gi/∂xj) tiene rango al menos n−m en todas partes de X. Se deduce que X tiene una dimensión igual a m en una vecindad de cada punto, y la suavidad es independiente de la elección de inmersión de X en un espacio afín.
Se entiende que la condición sobre la matriz de derivadas significa que el subconjunto cerrado de X donde todos los menores de la matriz de derivadas de orden (n−m) × (n−m) son cero es el conjunto vacío. De manera equivalente, el ideal en el anillo polinómico generado por todos los gi y todos esos menores es el anillo polinómico completo.
En términos geométricos, la matriz de derivadas (∂gi/∂xj) en un punto p en X da una aplicación lineal Fn → Fr, donde F es el cuerpo residual de p. El núcleo de esta aplicación se llama espacio tangente de Zariski de X en p. La suavidad de X significa que la dimensión del espacio tangente de Zariski es igual a la dimensión de X cerca de cada punto; en un punto singular, el espacio tangente de Zariski sería mayor.
De manera más general, un esquema X sobre un cuerpo k es suave sobre k si cada punto de X tiene una vecindad abierta que es un esquema afín suave de alguna dimensión sobre k. En particular, un esquema suave sobre k es localmente de tipo finito.
Existe una noción más general de un morfismo suave de esquemas, que es aproximadamente un morfismo con fibras lisas. En particular, un esquema X es suave sobre un cuerpo k si y solo si el morfismo X → Espectro k es suave.

## Propiedades
Un esquema suave sobre un cuerpo es regular, y por tanto normal. En particular, un esquema suave sobre un cuerpo es reducido.
Defínase una variedad sobre un cuerpo k para que sea un esquema integral separado de tipo finito sobre k. Entonces, cualquier esquema separado suave de tipo finito sobre k es una unión finita disjunta de variedades suaves sobre k.
Para una variedad suave X sobre números complejos, el espacio X(C) de puntos complejos de X es un variedad compleja, utilizando la topología clásica (euclídea). Asimismo, para una variedad suave X sobre los números reales, el espacio X(R) de puntos reales es una variedad real, que puede ser el conjunto vacío.
Para cualquier esquema X que sea localmente de tipo finito sobre un cuerpo k, existe un haz coherente Ω1 de diferenciales en X. El esquema X es suave sobre k si y solo si Ω1 es un fibrado vectorial de rango igual a la dimensión de X cerca de cada punto. En ese caso, Ω1 se denomina fibrado cotangente de X. El fibrado tangente de un esquema suave sobre k se puede definir como el paquete dual, TX = (Ω1)*.
La suavidad es una propiedad geométrica, lo que significa que para cualquier extensión de cuerpo E de k, un esquema X es suave sobre k si y solo si el esquema XE: = X ×Espectro k El espectro E es suave sobre E. Para un cuerpo perfecto k, un esquema X es suave sobre k si y solo si X es localmente de tipo finito sobre k y además X es regular.

## Suavidad genérica
Se dice que un esquema X es genéricamente suave de dimensión n sobre k si X contiene un subconjunto denso abierto que es suave de dimensión n sobre k. Cada variedad sobre un cuerpo perfecto (en particular un cuerpo algebraicamente cerrado) es genéricamente suave.

## Ejemplos
- El espacio afín y espacio proyectivo son esquemas suaves sobre un cuerpo k.
- Un ejemplo de una hipersuperficie suave en el espacio proyectivo 'Pn sobre k es la hipersuperficie de Fermat x0d + ... + xnd = 0, para cualquier entero positivo d que es invertible en k.
- Un ejemplo de un esquema singular (no uniforme) sobre un cuerpo k es el subesquema cerrado x2 = 0 en la recta afín A1 sobre k.
- Un ejemplo de variedad singular (no suave) sobre k es la curva cúbica cúspide x2 = y3 en el plano afín A2, que es suave fuera del origen (x,y) = (0,0).
- Una variedad X de dimensión 0 sobre un cuerpo k tiene la forma X = Espectro E, donde E es un cuerpo de extensión finita de k. La variedad X es suave sobre k si y solo si E es una extensión separable de k. Por lo tanto, si E no es separable sobre k, entonces X es un esquema regular pero no es uniforme sobre k. Por ejemplo, sea k el cuerpo de funciones racionales Fp(t) para un número primo p, y sea E = Fp( t1/p). Entonces el espectro E es una variedad de dimensión 0 sobre k, que es un esquema regular, pero no suave sobre k.
- Las variedades de Schubert en general no son suaves.